# Подвеско, Виктор Васильевич
Виктор Васильевич Подвеско (17 мая 1952, Иркутск, СССР — 3 августа 2024) — советский футболист, полузащитник.

## Карьера
Карьеру в командах мастеров начал в 1970 году в составе иркутского «Аэрофлота». За 6 сезонов в команде, в 1974 году переименованной в «Авиатор», провёл 165 матчей во второй лиге, забил 18 голов. В 1976 году перешёл в алматинский «Кайрат», с которым вышел в высшую лигу, где 2 апреля 1977 провёл единственный матч — в игре против ЦСКА вышел на замену на 58 минуте. В середине сезона перешёл в карагандинский «Шахтёр», через год вернулся в Иркутск и играл за команду, уже называвшуюся «Звезда», до 1986 года — 228 игр, 54 гола.
В 2000-х годах стал генеральным представителем авиакомпании «Аэрофлот» в Иркутске.
Умер 3 августа 2024 года в возрасте 72 лет.